# 什拉瓦纳贝拉戈拉
什拉瓦纳贝拉戈拉是印度卡纳塔克邦哈桑县金讷拉耶伯德纳附近的一个城镇，距离班加罗尔144公里。當地有巴霍巴利雕像。 